# Wallis Bird
Wallis Bird (nacida el 29 de enero de 1982 en Wexford, Irlanda) es una cantante y compositora irlandesa. Vive y trabaja desplazándose entre Londres, Dublín y Mannheim.

## Biografía
El primer acercamiento de Bird con la música se dio a sus seis meses de edad, cuando su padre le regaló una guitarra.
Nacida zurda, Bird perdió los cinco dedos de su mano izquierda debido a un accidente con una podadora de césped durante su infancia (18 meses de edad), afortunadamente, cuatro de sus dedos pudieron ser reimplantados. Eso hizo que se acostumbrara a utilizar guitarras para diestros pero usándolas como zurda (es decir, al revés).
Cursó estudios en Colaiste Bride (en Enniscorthy, Condado de Wexford), interpretando su música en obras escolares.
Concluidos los estudios se mudó a Dublín para estudiar composición en Ballyfermot tocando por igual en clubs y festivales. En 2005 se muda a Alemania como parte de un programa de intercambio, prolongando posteriormente su estancia en ese país, lo que le permitió organizar una banda. Tras ofrecer conciertos en Berlín, Londres, Fráncfort del Meno y Mannheim optó por permanecer un semestre en esta última estudiando música, instalándose por un lapso de año y medio en dicha ciudad.
En abril del 2006 su EP debut, "Branches Untangle", fue lanzado en Alemania por su propio sello discográfico independiente "Bord Records". Por aquel entonces su banda se compone de los hermanos Christian y Michael Vinne así como Aóife O'Sullivan.
Para octubre del 2006 firmó un contrata para distribución mundial con "Island Records Group UK". "The Moodsets EP" fue liberado en medios electrónicos y vinil el 30 de julio de 2007 en Alemania.
Su canción "Counting to Sleep" fue elegida por "iTunes" como sencillo de la semana y posteriormente la liberación en medios electrónicos de "Spoons" alcanzó el top 10 de la lista de sencillos descargados en el Renino Unido. "Spoons" (el material discográfico en el que se encuentra el último sencillo mencionado) fue lanzado en el Reino Unido el 22 de octubre del 2007, con la posterior liberación del sencillo "Blossoms in the Street" días antes el 15 de octubre del mismo año.
En febrero del 2008 actuó en tour con la cantante de soul Gabrielle y más tarde con Billy Bragg.

## Estilo
Bird ha sido comparada con cantantes reconocidas como Ani DiFranco, Fiona Apple o incluso una joven Janis Joplin.
En sus canciones conjuga elementos de folk tradicional, blues y funk con rock. Su excepcional voz le ha permitido desplegar un repertorio que se moviliza desde las baladas folk hasta estilos más fuertes.

## The Sun
En octubre de 2008 Bird grabó un cover de la canción de 1981 "Just Can't Get Enough" de Depeche Mode para el diario británico The Sun como parte de una campaña.
Posteriormente, debido al éxito obtenido, la canción fue comercializada en Europa por medios digitales acompañada del sencillo "The Sunshine Song".

## Prensa
Algunas declaraciones favorables de prensa cuentan:
- THE GUARDIAN: Es su humor y sinceridad llana los que hace a Bird tan especial ****'

- THE SUN: Una impresionante cantautora joven que hay que tener en cuenta ****'

- TIME OUT: Una actuación capaz de llenar el estilo de Janis Joplin

- DAILY EXPRESS: Una de las más energéticas en el escenario. Maravilloso ****'

- SUNDAY EXPRESS: Un aire fresco, una actuación interesante, un talento con espíritu ****'

- HOTPRESS: Una audaz y ambiciosa y declaración - 7/10'

- DAILY MAIL: Una peculiar fusión de jazz-rock, con reminiscentes de Fiona Apple y una joven Janis Joplin

- DAILY STAR: La sinceridad de Bird en sus canciones golpea cualquier alma dura - pero es su voz la que derrite incluso los corazones más fríos

## Discografía

### Lanzamientos físicos

#### Álbumes de estudio
- 2007: Spoons
- 2009: New Boots
- 2012: Wallis Bird
- 2014: Architect

#### EP
- "Branches Untangle" (EP, 6 pistas), Bird Records, 2006
- "Moodsets EP", 2006

#### Sencillos
- "Blossoms in the Street", 15 de octubre del 2007
- "Counting to Sleep", 10 de marzo del 2008
- "Comhaireamh chun Codladh" (versión en gaélico irlandés de "Counting to Sleep")
- "Just Can't Get Enough", 22 de octubre del 2008
- "La La Land" (2009)
- "To My Bones" (2009)

### Por medios digitales
- "The Circle EP" (Exclusivo en Alemania)

## Conciertos
La siguiente es una lista parcial (por año) de ciudades y eventos en los que Bird ha ofrecido presentaciones.
- 2008:  Londres,  Berlín, Dublín, Mánchester, Brighton, Glasgow. Liverpool, Ámsterdam, Hamburgo, Múnich, Vienna, Cork,  Galway, Limerick, Wexford, Karlsruhe,  Colonia,  Dresde,  Nottingham, Portsmouth
- 2007: Mannheim, Londres, Dublín, Mánchester, Brighton, Hamburg, Múnich, Colonia, Cork, Galway, Bristol
- 2006: Mannheim, Dublín, Londres, Baden-Baden Newpop Festival,  Cork, Oxford
- 2005: Berlín, Fráncfort del Meno, Mannheim, Budapest, Roermond, Dublín, Londres